# Christopher Steel
Sir Christopher „Kit“ Eden Steel GCMG MVO (* 12. Februar 1903; † 17. September 1973) war ein britischer Diplomat.

## Leben und Tätigkeit
Steel wurde am Wellington College und am Hertford College der Universität Oxford ausgebildet.
1927 trat Steel in den britischen diplomatischen Dienst ein: Er wurde mit einem Zeugnis für den Staatsdienst (Civil Service Certificate) als Sekretär 3. Klasse (3rd Secretary) mit Aufnahmedatum vom 28. Oktober 1927 in den auswärtigen Dienst aufgenommen und zum 7. November 1927 dem Londoner Foreign Office zugeteilt.
Zum 14. November 1929 wurde Steel nach Rio de Janeiro versetzt. Dort fungierte er im Jahr 1930 zeitweise als britischer Geschäftsträger. Zum 21. April 1931 folgte seine Versetzung nach Paris. Dort wurde er mit Wirkung zum 7. November 1932 zum Sekretär 2. Klasse im diplomatischen Dienst befördert.
Zum 24. März 1934 wurde Steel nach Den Haag versetzt, wo er während der Jahre 1934 und 1935 als Geschäftsträger eingesetzt wurde. Vom 1. April 1935 bis 1936 fungierte er als stellvertretender Privatsekretär des Prince of Wales, des damaligen britischen Kronprinzen, dem späteren Eduard VIII.
Zum 21. Juli 1936 wurde Steel als 2. Botschaftssekretär an die britische Botschaft in Berlin versetzt, wo er mit Unterbrechungen bis 1939 tätig war. Im Mai 1937 nahm er an der Krönung von George VI. in London teil, wobei er dem litauischen Repräsentanten während der Krönungsfeierlichkeiten als Betreuer zur Seite gestellt wurde. Und vom 15. Dezember 1937 bis 17. Februar 1938 war er der britischen Vertretung in Stockholm als Mitarbeiter zugeteilt. 1938 übernahm er dort zeitweilig die Aufgaben eines Geschäftsträgers. Zum 26. Oktober 1938 wurde er schließlich in den Rang eines Sekretärs 1. Klasse im diplomatischen Dienst erhoben.
Zum 15. Juni 1939 wurde Steel ins Londoner Foreign Office versetzt. Von dort wurde er zum 31. Dezember 1942 nach Kairo geschickt. Zum 26. November 1943 wurde Steel in den Rang eines geschäftsführenden Rates (Acting Counsellor) befördert. Am 28. September 1944 wurde seine Verwendung als Mitarbeiter beim Ministerresidenten für das Mittelmeer (Minister Resident in the Mediterranean) bestätigt. Wenige Monate später, am 5. Dezember 1944, wurde er als politischer Verbindungsoffizier (Political Liaison Officer) dem Stab des Oberbefehlshabers des Hauptquartiers der alliierten Streitkräfte in Europa, Dwight D. Eisenhower, zugeteilt.
Am 26. November 1945 wurde Steel zum Leiter der politischen Abteilung (Political Division) der Alliierten Kontrollkommission für Deutschland (Allied Control Commission for Germany [British Element]) ernannt, einen Posten, den er bis 1947 innehaben sollte. In dieser Stellung fungierte er als offizieller  stellvertretender politischer Berater des britischen Militärgouverneurs für Deutschland. Zugleich wurde er zu diesem Datum zum Beamten der Stufe 6 (Grade 6 Officer) im diplomatischen Dienst befördert. Die Beförderung zum Beamten der Stufe 5 erfolgte am 1. Juni 1947.
Unter dem Militärgouverneur der britischen Besatzungszone in Deutschland Brian Robertson fungierte Steel ab dem 1. November 1947 als erster politischer Berater. In dieser Funktion gehörte er einer Delegation an, die ab dem 17. Januar 1949 auf Regierungsebene die Verhandlungen über das Besatzungsstatut zu Ende führen sollte. Während dieser Zeit erreichte er am 1. Januar 1948 den Rang eines Beamten 4. Stufe (grade 4 Officer) im diplomatischen Dienst.
Am 1. Dezember 1949 wurde Steel zum stellvertretenden britischen Hohen Kommissar in der Bundesrepublik Deutschland ernannt.:26 f. Als seine Residenz in dieser Funktion diente ihm die Villa Heckenfels in Bad Honnef.:59
Am 12. Oktober 1950 wurde Steel im Rang eines Gesandten an die britische Botschaft in Washington berufen.:93 Vom 1. November 1950 bis August 1953 war er dort als political minister tätig. Gleichzeitig wurde er zu einem Beamten der dritten Stufe (Grade 3 Officer) befördert. Während der Jahre 1951 und 1952 fungierte er an der Washingtoner Botschaft wiederholt als Geschäftsträger.
Am 18. August 1953 wurde Steel zum Vertreter Großbritanniens bei der Organisation für europäische wirtschaftliche Zusammenarbeit (OEEC) in Paris ernannt.
Später war er britischer Botschafter beim Nordatlantikrat.:253
Am 8. Februar 1957 trat Steel den Posten des britischen Botschafters in der Bundesrepublik Deutschland mit Dienstsitz in Bonn an. Diesen hatte er bis 1963 inne. Danach führte er von 1966 bis 1973 den Vorsitz der Anglo-German Association.

## Familie
Steel heiratete 1932 Catherine Clive eine Tochter von George Sidney Cliege (1874–1959), der nach dem Ersten Weltkrieg britischer Militärgouverneur im entmilitarisierten Rheinland gewesen war und in dieser Eigenschaft enge Kontakte zum damaligen Kölner Oberbürgermeister Konrad Adenauer unterhalten hatte, mit dem sein Schwiegersohn, nachdem Adenauer zum westdeutschen Regierungschef aufgestiegen war, in den 1950er Jahren als Botschafter zusammenarbeitete.